# CA002
G'zOne CA002（ジーズ ワン シーエー ゼロゼロにい）は、カシオ計算機、並びにカシオ日立モバイルコミュニケーションズ（現・日本電気(NEC)）が日本国内向けに開発した、auブランドを展開するKDDIおよび沖縄セルラー電話のCDMA 1X WIN対応携帯電話である。

## 概要
- G'zOne従来の機種と同様、防水性能 (IPX5・IPX7相当) と耐衝撃性能を備えている。
- W62CAの事実上のリファイン（改良）版にあたる機種で新サービスとしてau Smart Sportsの一部機能に対応する以外は機能面でも同じである。また、CA002では新たに国内旅行したときの履歴が残せる機能が追加され、更にKCP+における操作レスポンスの不満点がW62CAと比較してある程度改善された[1]。しかし、ボディのデザイン(特にキーがついた本体部分)は、W62CAの使いまわしとなっており、宣伝されているほどの斬新さはあまり見受けられない。
- 充電用のスタンドはW62CA用の物を使用することが出来るが、別売りとなっている。
- ちなみに同キャリア向けのKCP+に対応した2009年夏モデル中、唯一EZ「着うたフルプラス」に非対応となっている。

## 沿革
- 2009年5月25日 KDDI、およびカシオ計算機より公式発表。
- 2009年5月29日 関東地区を除く全国にて一斉発売。
- 2009年5月30日 関東地区にて発売。

## 主な機能・対応サービス
- GzGEAR

| 主な機能・対応サービス                                                                                                | 主な機能・対応サービス                  | 主な機能・対応サービス                                                           | 主な機能・対応サービス                                                    |
| --- | --------------------------------------- | -------------------------------------------------------------------------------- | ------------------------------------------------------------------------- |
| au LISTEN MOBILE SERVICE (EZ「着うたフル」) (EZ「着うたフルプラス」) (LISMOビデオクリップ) (LISMO Video) (LISMO Book) | EZケータイアレンジ                      | バーコードリーダー&メーカー                                                      | PCサイトビューアー                                                        |
| au BOX | ワイヤレスミュージック                  | au Smart Sports Run & Walk Karada Manager ゴルフ フイットネス カロリーカウンター | EZナビウォーク                                                            |
| EZ助手席ナビ | 安心ナビ                                | 災害時ナビ                                                                       | ナカチェン                                                                |
| EZアプリ FullGame! Bluetooth対戦                                                                                      | EZアプリ(BREW)                          | オープンアプリプレイヤー                                                         | PCドキュメントビューア                                                    |
| アレンジメニュー | au oneガジェット マルチプレイウィンドウ | じぶん銀行アプリ                                                                 | EZ FM                                                                     |
| EZチャンネル EZチャンネルプラス EZニュースフラッシュ EZニュースEX （Web版のみ対応）                                   | Bluetooth                               | Touch Message                                                                    | EZFeliCa                                                                  |
| ケータイ de PCメール                                                                                                  | デコレーションメール                    | デコレーションアニメ                                                             | au one メール                                                             |
| 緊急通報位置通知 | ワンセグ                                | グローバルパスポート (CDMA・GSM)                                                 | 赤外線通信 (irSimple) auフェムトセル (別途、ケータイアップデートにて対応) |

## その他
ボディは前機種であるW62CAとほぼ同じデザインであるため、バッテリーも同じものを採用している。
また、カシオ計算機と日立製作所の合併会社である、旧・カシオ日立モバイルコミュニケーションズが開発したためか、日立製であるW53H、W61H、W62Hのバッテリーとも、色が違うだけで形は同じであり、これらのバッテリーを使用することができる。
「run for money 逃走中」で過去利用されていた。
なお、本機種はEZ FeliCa搭載機種であるにも拘らず、(初期設定では)楽天アプリに非対応である。従って(関連するアプリ自体をバージョンアップさせない限り)楽天株式会社のモバイルサイト会員は本機種において、「Edy」の提携先ポイントとして楽天スーパーポイントを設定することが不可能である。

## 新機能の追加
2010年6月30日に以下新機能の追加がケータイアップデートにより行われた。
- 宅内用小型基地局「auフェムトセル」に対応した。